# チランジア・イオナンタ
チランジア・イオナンタ Tillandsia ionantha はハナアナナス属の植物の1つ。いわゆるエアープランツとして栽培されるもので、側芽を生じて集団を作る。

## 特徴
常緑の多年生草本で、茎はなく、側芽を多数出して集団になる。葉は30-40枚と数多く、狭三角形で鋭尖頭、つまり幅の狭い三角の葉の先端が細長く伸びる。葉の長さは6cm、幅は5mmで、外側は鮮やかな赤に染まり、内側、つまり表面は緑で、粗い銀白色の鱗片が密生している。葉鞘は楕円形で長さが3cmになり、寄り合って全体としては卵形の偽鱗茎になる。
花は穂状花序に3-4個つくが、花茎はとても短くて花は葉の間から出る。花には柄が無く、一次苞は披針形から卵形で先端が尖り、真っ赤に染まる。先端に鱗片があって萼とほぼ同じ長さになる。花苞は一次苞とよく似ているが萼より短く、やはり赤い。花は直立して出る。萼片は互いに離れており、長さは16mm、披針形で先端が尖る。花弁は舌状の形で先端が外向けに反り、長さ4cmで菫色をしている。雄しべは花弁から突き出す。蒴果は円柱形で長さ3cmになる。
種小名はラテン語の菫色に由来する。

## 分布
メキシコからニカラグアの標高1300mにかけて分布する。

## 分類
亜属としてはティランジア亜属 subgenus Tillandsiaとする。種内変異として以下のものがある。
- T. ionantha var. scaposa L. B. Sm. ：花茎があり、短い花柄もある。グアテマラに分布。
- T. ionantha var. van-hyningii M. B. Foster ：花が暗紫色。メキシコに分布。

なおスカポーサについては別種 T. scaposa とすることが多くなっている。ただし、園芸用に販売される場合、これがたいていの場合コルビィ T. kolbii とされており、本当のコルビィはまず流通していないとのことである。

## 利用
いわゆるエアープランツとして栽培される。
その中でも本種は普及しており、また人気の高いものでもある。佐々木(2016)は「最もポピュラーなティランジアの代表種」と紹介している。側芽を生じやすいことから集団の形に育つと迫力があり、また吊り下げて球形の集団を作ることも出来る。葉の銀色、苞の赤からピンク、花の紫と時期はずれながらではあるが彩りのコントラストが美しいとその鑑賞価値は高く評価されている。また栽培も容易であり、変異も多く、コレクションの対象にもなる。また特殊な形質の個体には個体名が与えられて流通しているものもあり、園芸品種も一定数がある。赤い色素を持たないものや白花個体も流通している。

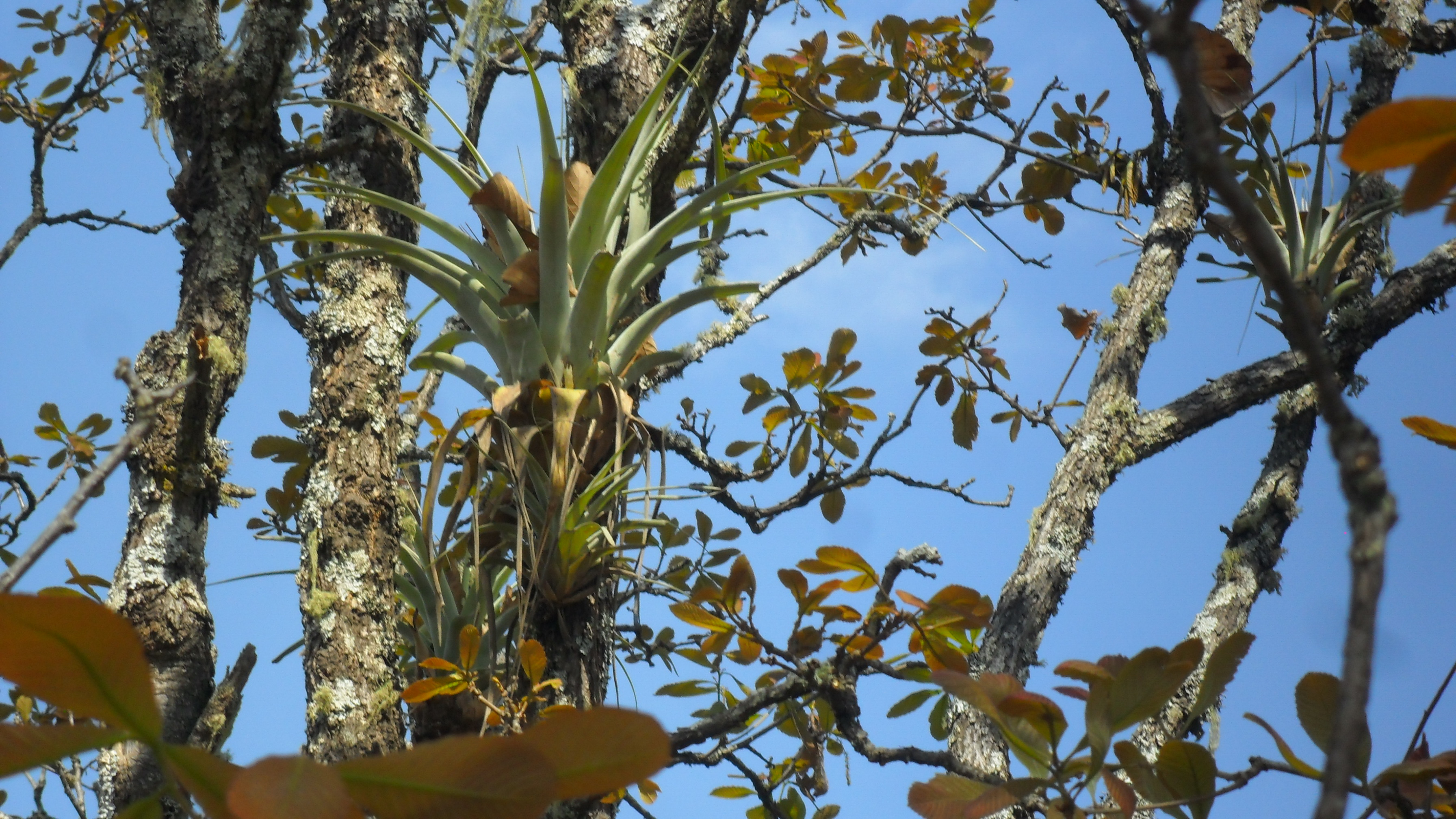
自生の状態
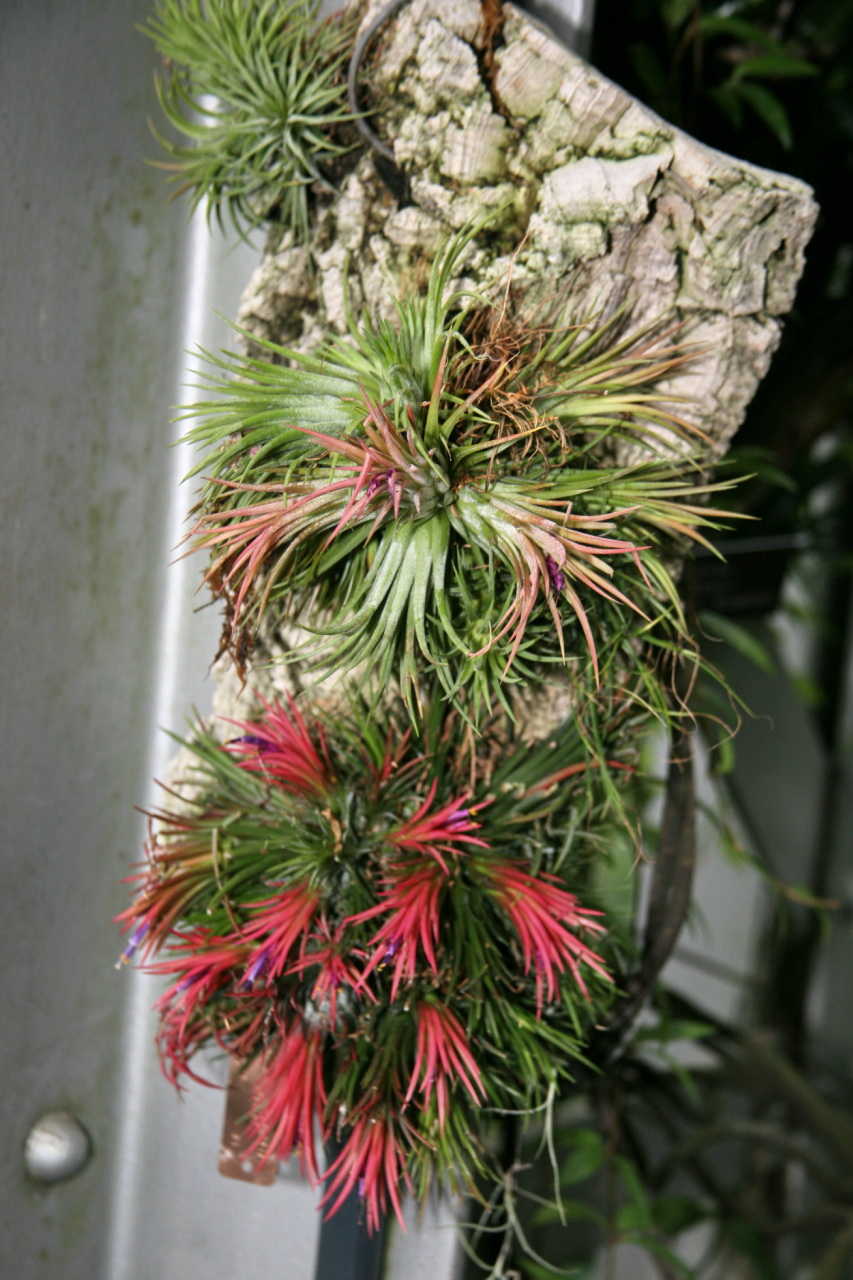
集団の形で栽培している様子
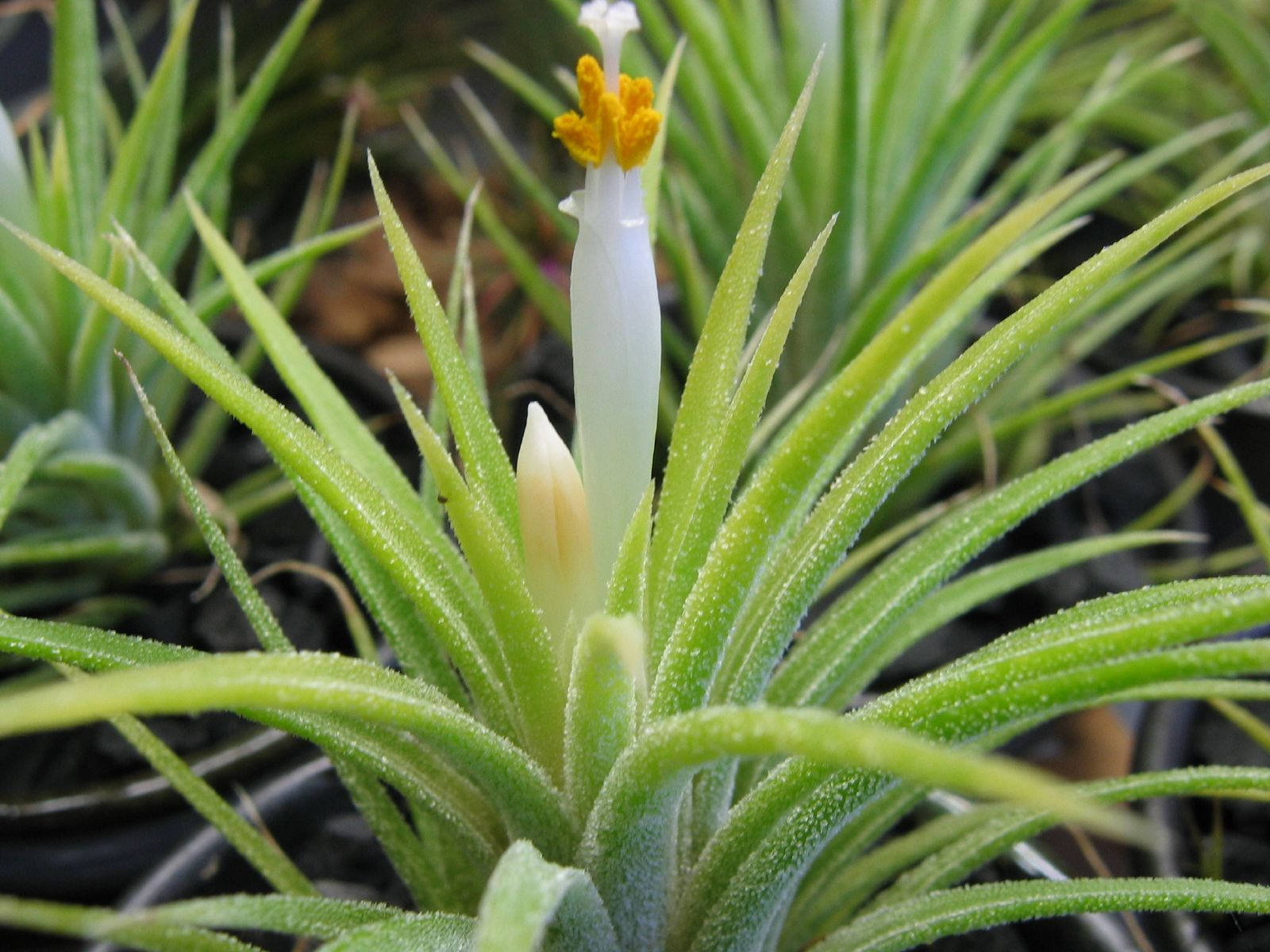
白花の品種